# Antoine Darlan
Pour les articles homonymes, voir Darlan.
Antoine Théophile Darlan (1915 - 10 avril 1974) est un syndicaliste et homme politique centrafricain de gauche, connu pour avoir été le chef local du Rassemblement démocratique africain (RDA) en Oubangui-Chari dans les années précédant son indépendance.

## Biographie

### Une des personnalités politiques les plus en vue d'Oubangui-Chari

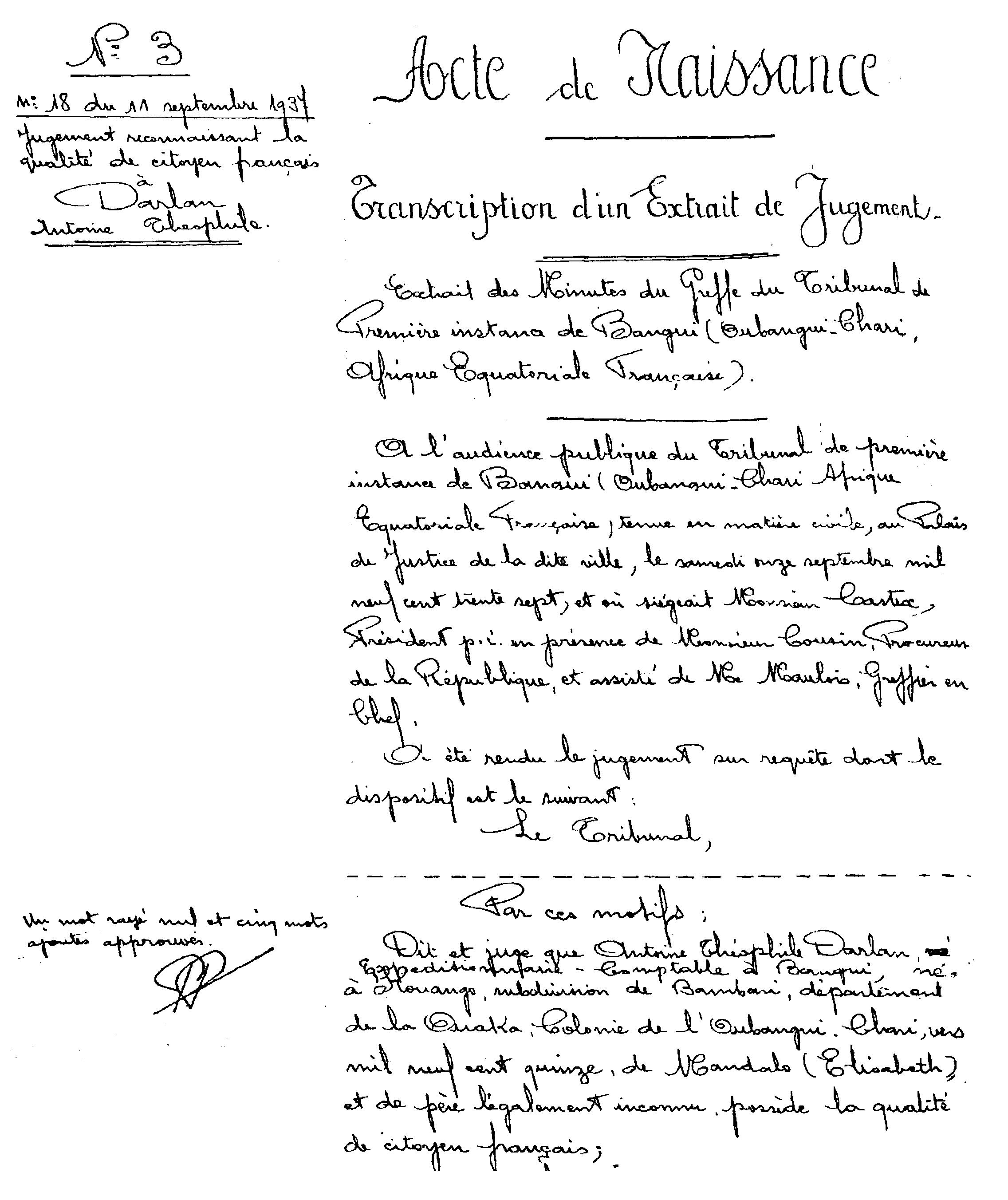
Extrait du jugement reconnaissant la qualité de citoyen français à Antoine Darlan

Antoine Darlan naît en 1915 à Kouango (Ouaka) d'Elisabeth Mandalo, une autochtone, et de Joseph Darlan, un Européen d'origine portugaise. Il serait officiellement né un 8 juin mais son père ne l'ayant jamais reconnu légalement, Antoine Darlan n'a été inscrit sur le registre de l'état-civil de Kouango qu'à la suite du jugement du tribunal de première instance de Bangui du 11 septembre 1937 lui octroyant la qualité de citoyen français. Il est en l'état impossible de déterminer avec certitude sa date de naissance.
En tant que métis, Antoine Darlan accède assez facilement à l'instruction et intègre l'administration coloniale comme commis expéditionnaire-comptable. Le climat politique dans l'empire colonial français à la fin des années 1930 est particulier : les colonisés ne disposent pas de droits civiques. Antoine Darlan se politise en militant au sein d'un rassemblement de cadres autochtones, l'Amicale oubanguienne et à l'Amicale des métis. En 1941 en qualité de citoyen français, il est mobilisé dans les Forces françaises libres. Il sort du conflit décoré de la Médaille coloniale.
La fin de la Seconde Guerre mondiale amorce en AEF le début d’une libéralisation de la société coloniale. Le 15 décembre 1946 est organisée, pour la première fois dans la colonie, l’élection d’un Conseil représentatif au cours de laquelle Antoine Darlan se présente au sein du collège autochtone sur la liste d’Action économique et sociale présentée à Fort-Sibut. Il est élu, tout comme son frère cadet Georges Darlan. Ses pairs le choisissent le 19 octobre 1947 pour qu'il représente l'Oubangui-Chari au Grand Conseil fédéral de l'AEF à Brazzaville et en métropole à Versailles où siège l'assemblée de l’Union française. Selon l'historien Pierre Kalck, Antoine Darlan est alors un proche du député autochtone de l’Oubangui-Chari Barthélemy Boganda.
Fin 1947, Antoine Darlan est élu à la vice-présidence du Grand Conseil de l’AEF. Antoine Darlan est réputé intelligent, plus pondéré que son frère Georges Darlan, il séduit par son approche modérée au côté des socialistes. Le 19 décembre 1947, sa proposition à la tribune du Grand Conseil de substituer l’appellation « Afrique-Équatoriale française » par « France équatoriale » est adoptée à l'unanimité par les grands conseillers. Le gouvernement français ne la suit pas. Antoine Darlan entre en désaccord avec les socialistes sur la politique coloniale à suivre, il adhère en 1948 au Rassemblement démocratique africain (RDA), un mouvement interafricain apparenté aux communistes.

### Le chef du RDA de la colonie (1948-1952)
Le 23 décembre 1948, il crée à Bangui une section oubanguienne du RDA qu'il préside. À ce titre, il prend part au deuxième Congrès internationale du RDA organisé en janvier 1949 à Abidjan. La section animée par Darlan connaît au départ un relatif succès. Son influence sur les conseillers du deuxième collège est réelle. Mais ses opinions anticolonialistes affichées lui valent l'inimitié de l'administration coloniale et des élus du collège européen. Ses collègues africains menés par son propre frère Georges Darlan, se joignent dès 1949 à ces derniers pour rejeter ses demandes de subvention et de mission formulées, l’accuse-t-on, à des fins de propagande. Sa section enregistre à partir de juin de nombreuses défections. En perte de vitesse au sein des milieux évolués, Antoine Darlan se tourne vers la masse ouvrière. Il durcit son discours et oriente son action vers le syndicalisme. Son activé est alors très proche de la Confédération générale du travail. En 1950, tandis que le RDA rompt avec le Parti communiste français, Darlan reste très à gauche.
Paradoxalement à ses prises de position, son action parlementaire est relativement convergente avec celle du député démocrate-chrétien et anticommuniste Barthélemy Boganda. Tous deux dénoncent avec force les abus coloniaux. Il adopte dans ses articles publiés dans l'organe local du RDA, L'AEF Nouvelle, des positions fort voisines à celles de Boganda ; dans le n°6 de février 1949, Darlan écrit :
« Nos populations sont soumises à une odieuse exploitation. Dans cet Oubangui aux richesses si variées et si abondantes, l’élément européen se considère comme appartenant à la race supérieure, à la race des seigneurs. L’administration réactionnaire au service des trusts coloniaux soumet le pays à un régime de terreur »
Au début de l’année 1952, une querelle de chef les oppose. La popularité et les succès électoraux de Boganda ont vite raison de Darlan. Lors des élections territoriales du 30 mars 1952, seul élu du second collège à être reconduit, il devient conseiller territorial de la région de Ouaka pour le Mouvement pour l'évolution sociale de l'Afrique noire (MESAN) de Boganda. Cette même année, il saborde la section oubanguienne du RDA afin d’adhérer au MESAN.

### De l'alliance avec Boganda à la disgrâce (1952-1957)
Bien que devenu lieutenant de Boganda, ses liens avec le chef du MESAN restent délicats. Darlan critique sa méthode de travail qu'il juge trop personnel et non démocratique. Boganda pour sa part, s'en méfie en raison de sa popularité parmi la classe ouvrière et les intellectuels. Non reconduit dans ses fonctions de grand conseiller de l’AEF, Darlan est finalement écarté de la scène politique locale. Il se concentre sur son poste métropolitain de conseiller à l’Assemblée de l’Union française dans lequel il est réélu en octobre 1953 sous l’étiquette RDA. Il n’a en effet jamais rompu avec cette formation politique, continuant d'assister à ses grandes réunions.
Darlan est un homme qui semble s’accommoder de toutes les situations. En 1955, en dépit de ses convictions politiques, il accepte la co-vice-présidence de l’Intergroupe libéral oubanguien (ILO) avec Boganda et les représentants du patronat René Naud et Roger Guérillot. Le 23 novembre 1956, il est élu sur la liste MESAN, adjoint au maire de Bambari. En mars 1957, réélu conseiller territorial de la région de Ouaka, il retrouve au mois de mai son siège de grand conseiller de l’AEF sous l’étiquette MESAN.
Le 19 septembre 1957, Antoine Darlan est exclu du MESAN. Il semble que cette décision ait été soufflée par Roger Guérillot. Boganda n'a pas trop de mal à l'accepter. Il reproche à Darlan non seulement son appartenance au RDA, formation anciennement communiste, mais également son origine métisse qui l'aurait incité tôt ou tard à comploter avec ses congénères pour prendre le pouvoir, à l'instar des mulâtres lors de l'indépendance haïtienne. Cette exclusion amorce le déclin de sa carrière politique.

### Un homme politique sur la touche (1958-1974)
En mars 1958, le RDA le pousse à se porter candidat à la présidence du Grand Conseil face au président sortant Barthélemy Boganda. Après une longue hésitation, Darlan se rétracte. Cinq mois après, l'adoption de la Communauté franco-africaine entraîne la suppression de l’Assemblée de l’Union française et donc de son poste de conseiller. Les 24 et 25 novembre 1958, il participe à la réunion de Brazzaville devant statuer sur le devenir de l'AEF. Sur cette question, il se range dans le camp des fédéralistes avec Senghor et Boganda contre les thèses séparatistes défendues par le chef du RDA Houphouët-Boigny.
Depuis juin 1958, Antoine Darlan est de nouveau membre de la section oubanguienne du RDA reconstitué en 1957 entre autres par son frère Georges Darlan. Antoine Darlan en prend rapidement le contrôle avec Hilaire Kotalimbora et oriente le débat à gauche. Position inacceptable pour le président-fondateur du RDA l'Ivoirien Houphouët-Boigny qui le débarque avant la campagne des législatives centrafricaines d'avril 1959. Antoine Darlan est remplacé à la tête du RDA par son frère Georges Darlan. Les législatives sont un désastre pour le RDA, la liste MESAN remporte tous les sièges, Antoine Darlan n'est pas élu. La section oubanguienne du RDA entre dans une crise profonde au printemps 1959, Antoine Darlan en reprend les commandes en décembre 1959 à la demande des cadres du RDA. Entretemps, Boganda décède, une guerre entre ses protégés s'ouvre. Darlan s’entend avec le Mouvement d'évolution démocratique en Afrique centrale (MEDAC) d'Abel Goumba pour contrer le nouvel homme fort du MESAN, David Dacko. Mais cette entente toute théorique prend fin lorsque le MEDAC est dissous le 23 décembre 1960 en conseil des ministres par Dacko. En 1962, c’est à son tour de voir sa section RDA dissoute avec l’institutionnalisation du monopartisme.
Se retirant définitivement de la vie politique, il réintègre la fonction publique. Affecté au Trésor public, puis aux finances du ministère des Affaires étrangères et enfin au Plan, il trouve un emploi stable où ses qualités sont appréciées. Transféré en France afin d’être soigné, il meurt à l'hôpital de Villejuif le 10 avril 1974. Il est ensuite enterré au cimetière de Ndress à Bangui dans le 7e arrondissement. Depuis 1980 sur la décision du président de la République centrafricaine David Dacko, une avenue a été baptisée en son nom afin de rendre hommage à sa carrière politique. Cette avenue part du commissariat central, traversant ainsi les « 200 Villas » et l'avenue des Martyrs pour rejoindre les quartiers Benzvil et Castors.